# David Ferrier
David Ferrier (Woodside (Scozia), 13 gennaio 1843 – Londra, 19 marzo 1924) è stato uno psicologo e neurologo scozzese.
È noto per i suoi studi pionieristici in psicologia e neurologia.
Durante gli studi di medicina, Ferrier cominciò a collaborare come assistente del noto psicologo e filosofo Alexander Bain (1818-1903), libero pensatore nonché fondatore della psicologia associazionista. Intorno al 1860, la psicologia come scienza stava nascendo più che altrove in Germania, con il rigore delle ricerche scientifiche del fisiologo Hermann von Helmholtz (1821-1894), e di Wilhelm Wundt (1832-1920). Questi incentrarono il loro lavoro sulla psicofisiologia delle sensazioni, considerato l'ambito di ricerca più idoneo al loro approccio, basato sul paradigma della fisica sperimentale. Entrambi operarono all'Università di Heidelberg. Bain spinse Ferrier a frequentare i loro laboratori.
Tornato in Scozia, Ferrier si laurea in medicina all'Università di Edimburgo. Qualche anno più tardi, nel 1870, si trasferisce a Londra e comincia a lavorare come neurologo al King's College Hospital e al National Hospital for Paralysis and Epilepsy (Ospedale Nazionale per la Paralisi e l'Epilessia). Quest'ultimo fu il primo ospedale dedicato al trattamento delle malattie neurologiche.

In quel periodo, il grande neurologo John Hughlings Jackson (1835-1911) lavorava nello stesso ospedale di Ferrier. Stava mettendo a punto la sua concezione delle funzioni sensomotorie del sistema nervoso a partire dalle sue esperienze cliniche. Jackson era convinto che esistesse un sostrato anatomico e fisiologico gerarchicamente organizzato per la localizzazione delle funzioni cerebrali.
Influenzato da Jackson, che divenne una guida oltre che un intimo amico, Ferrier decide di cimentarsi in un programma sperimentale, volto ad estendere i risultati di due fisiologi tedeschi, Eduard Hitzig (1838-1907) e Gustav Fritsch (1837-1927), che nel 1870 avevano pubblicato le loro ricerche sulla stimolazione elettrica localizzata della corteccia motoria dei cani. Ferrier voleva inoltre verificare le ipotesi di Jackson sull'epilessia e la sua origine corticale, così come gli veniva suggerito dalle osservazioni cliniche.

Contemporaneamente, Ferrier viene invitato a dirigere il laboratorio di neurologia sperimentale del West Riding Lunatic Asylum, un istituto psichiatrico nello Yorkshire. Qui Ferrier ha modo di lavorare in ottime condizioni e disporre di un'abbondanza di animali (per lo più cani e scimmie) su cui fare esperimenti. Comincia i suoi esperimenti nel 1873, praticando lesioni e stimolando elettricamente la corteccia.

Ferrier riesce a dimostrare che una stimolazione corticale di lieve intensità in entrambe le specie animali produceva una "mappa" delle funzioni motorie. Se le stesse aree stimolate venivano artificialmente danneggiate si otteneva la perdita di una funzione specifica. Ferrier riesce inoltre a dimostrare che una stimolazione di maggiore intensità causa ripetuti movimenti del collo, del viso e delle membra, il che ricordava molto da vicino i casi di epilessia sia nell'uomo che negli animali, probabilmente a causa della diffusione dell'elettrostimolazione: un risultato in linea con gli studi di Jackson.

Questo e altri studi diedero a Ferrier una fama internazionale e gli assicurarono un posto di rilievo nel pantheon dei grandi neurofisiologi e neurologi di tutti i tempi. Fu addirittura eletto membro della Royal Society alla precoce età di 33 anni. Sicuramente, fu il primo fisiologo a fare audaci (se non scientificamente scorrette) trasposizioni delle mappe corticali ottenute dallo studio delle scimmie sui loro corrispettivi umani. Questa idea ebbe presto conseguenze in neurochirurgia e in neurologia clinica.
Un chirurgo scozzese, Sir William McEwen (1848-1924), e due fisiologi britannici, il neurologo Hughes Bennett e il chirurgo Rickman J. Godlee dimostrarono nel 1884 che era possibile effettuare con una precisa diagnosi la localizzazione di un tumore o di una lesione cerebrale grazie all'osservazione degli effetti sulla posizione e sull'estensione delle alterazioni registrate su funzioni sensomotorie. Questo metodo di mappatura neurologica funzionale è usato ancora oggi.
Jackson e Ferrier erano presenti alla prima operazione praticata da Godlee il 25 novembre 1884. Godlee era nipote del noto fisiologo Sir Joseph Lister (1827-1912), il primo ad operare in ambiente antisettico utilizzando il fenolo, grazie al quale si riuscì finalmente evitare le infezioni provocate dagli strumenti della sala operatoria.
Questi risultati pratici ottenuti a partire da studi sugli animali divennero importanti per giustificare e scagionare Ferrier dalle accuse rivoltegli dalle società antivivisezione, che imputavano a lui e ad altri scienziati di compiere per scopi medici esperimenti disumani sugli animali.
Tra le pubblicazioni di Ferrier, due opere sono piuttosto rilevanti: Le funzioni del cervello (The Functions Of The Brain) pubblicato nel 1876, e considerato uno dei classici delle neuroscienze, in cui l'autore descrive i risultati dei suoi esperimenti; e La localizzazione della malattia cerebrale (The Localization of Brain Disease) del 1888, dove vengono esposte le applicazioni cliniche della localizzazione corticale, integrate con le teorie di Jackson. Insieme al suo mentore e a James Crichton-Browne, il direttore dell'ospedale in cui cominciò i suoi esperimenti, Ferrier fonda il Brain Journal, rivista scientifica dedicata all'interazione tra neurologia clinica e sperimentale, il cui primo numero vide la luce nel 1878 e pubblicata ancora oggi.
Dopo qualche anno, Ferrier abbandonò progressivamente le sue ricerche sperimentali.
Ferrier morì a Londra nel 1924 in età avanzata, affetto da polmonite. A lui sopravvissero la vedova Constance, una figlia e un figlio, Claude, noto architetto.

## Collegamenti (pagine in lingua inglese)
- Wozniak, RH: David Ferrier. The Functions of the Brain (1876). In: Classics in Psychology. Thoemmes.
- Young, R.M.: David Ferrier: Localization of Sensory Motor Psychophysiology. In: Mind, Brain and Adaptation in the Nineteenth Century: Cerebral Localization and Its Biological Context from Gall to Ferrier
- Wozniak, R.H.: Hughlings Jackson: Evolution and Dissolution of the Nervous System (1881–7; Collected 1932). In: Classics in Psychology, 1855 – 1914: Historical Essays, Thoemmes.
- 100 Years of Brain.
- Macewen, Sir William (1848-1924), professor of surgery, University of Glasgow
- James Crichton-Browne: A Very Victorian Psychiatrist (1840-1937), su ourworld.compuserve.com. URL consultato il 24 settembre 2007 (archiviato dall'url originale l'8 aprile 2005).
- Biography at AIM25, su aim25.ac.uk. URL consultato il 24 settembre 2007 (archiviato dall'url originale l'8 ottobre 2017).
- https://link.springer.com/article/10.1007/s00415-013-7023-y Sandrone, S., & Zanin, E., David Ferrier (1843–1928), Journal of Neurology